# Анан бен Давид
Анан бен Давид (др.-евр. ענן בן דוד‬; 715 — 795) — иудейский богослов VIII века, по одной из версий сыгравший решающую роль в формировании религии караим. Его последователи не признают раввинистический иудаизм и не считают обязательными к исполнению устный закон (Мишну).

## Биография
Анан бен Давид жил в Багдаде, где после арабских завоеваний распространялось множество сект и религиозных течений. В их числе были и иудейские секты: исавиты (последователи Абу Исы признавшие Мухаммада пророком), юдганиты (последователи Юдгана, ученика Абу Исы, вели аскетический образ жизни, отказывались от мяса, верили в мистическое, а не буквальное толкование Торы), шадганиты, малакиты, мишаваиты (последователи Абу Имран аль Тифлиси).
В 767 году Анан бен Давид попал в тюрьму по обвинению в неповиновении халифу. В тюрьме он познакомился с исламским богословом Абу-Ханифой, который посоветовал ему излагать основы Торы в противовес раввинистическому учению, как новое течение или секту. Присутствовавший на суде халиф Абу Джафар аль-Мансур помиловал Анана.

## Учение и труды
Основное произведение Анана бен Давида — «Се́фер ха-мицво́т» («Книга заповедей») было опубликовано в 770 году н. э. В книге собрано множество идей осуждения раввинистического учения. Считается, что многие идеи взяты из старых учений садукеев и ессеев.
Абу Ханифа считал, что некоторые части Корана следует понимать не буквально, а символически. Эти идеи можно увидеть и в работе Анана бен Давида, несмотря на то, что подобный подход используется и в Талмуде. Так, например, запрет на пахоту в шаббат Анан трактовал как запрет на супружескую близость в шаббат. Также у мусульман Анан бен Давид позаимствовал идею о переселении души. Анан верил, что пока народ Израиля находится в изгнании, еврею запрещено есть любую плоть животных. Как следствие, в ананизме в противовес Талмуду, еврею запрещено убивать любое Божье творение (животных). Поэтому забой животных может осуществлять только высокодуховный человек по особому обряду. Также в шаббат евреям разрешено покидать жилище только ради молитвы или по крайней необходимости.
Анан бен Давид отвергал Талмуд и иные устные предписания, опираясь в вопросах вероучения лишь на Танах. Последователем учения Анана был Беньямин бен Моше Нахавенди — выдающийся учёный первой половины IX века.